# Санта-Клара (бухта)
Санта-Клара (исп. Bahía de Santa Clara) — бухта в Карибском море у северного побережья острова Куба между каналом Николаса и провинциями Матанас и Вилья-Клара.
От моря залив отделяют многочисленные острова и коралловые рифы. Южное побережье изобилует болотами и тропическими лесами.
На западе Санта-Клара граничит с бухтой Карденас.